# Tours côtières du royaume de Naples

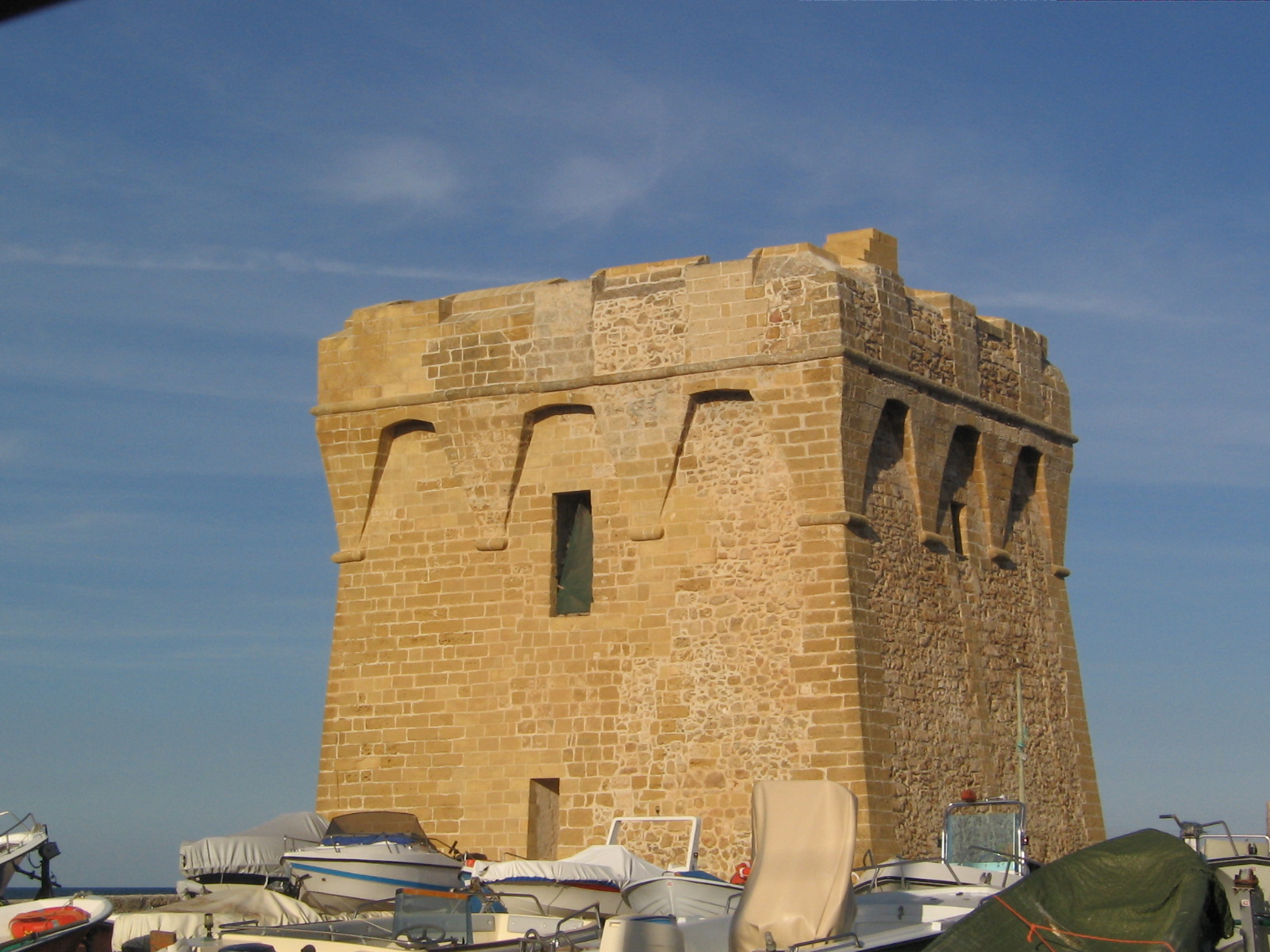
Torre Specchiolla près de Salento, XVIe s.

Les tours côtières du royaume de Naples forment un réseau de petites forteresses défensives construites tout au long du périmètre côtier de l'ancien royaume de Naples pour le protéger des invasions sarrasines et ottomanes, ainsi que des attaques de corsaires.
Sur les quelque 1 500 kilomètres de côtes, les tours servaient de refuge et de poste d'observation. Elles étaient suffisamment rapprochées les unes des autres pour que les appels à l'aide par signal lumineux ou signal de fumée soient vus des tours voisines.

## Histoire

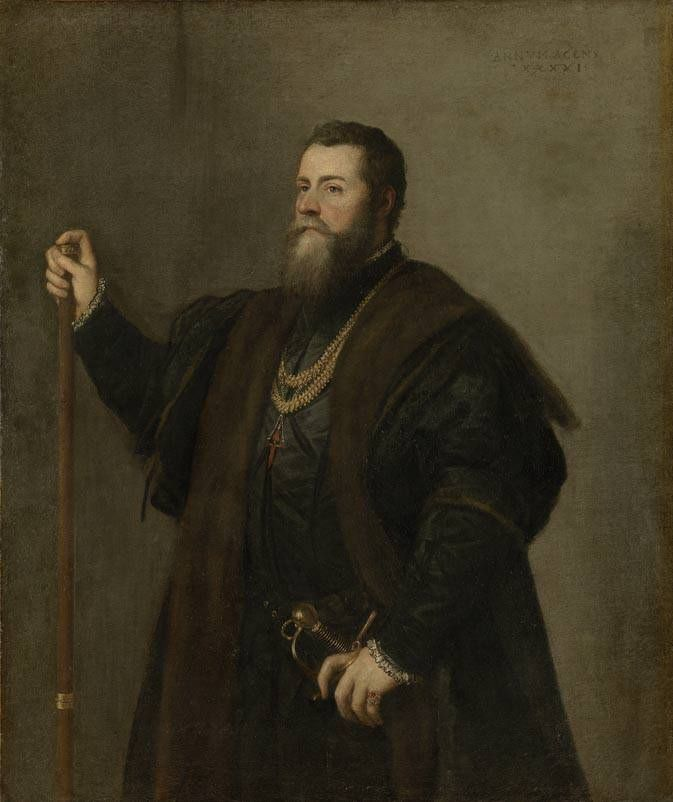
Pierre Alvarez de Tolède, vice-roi de Naples.

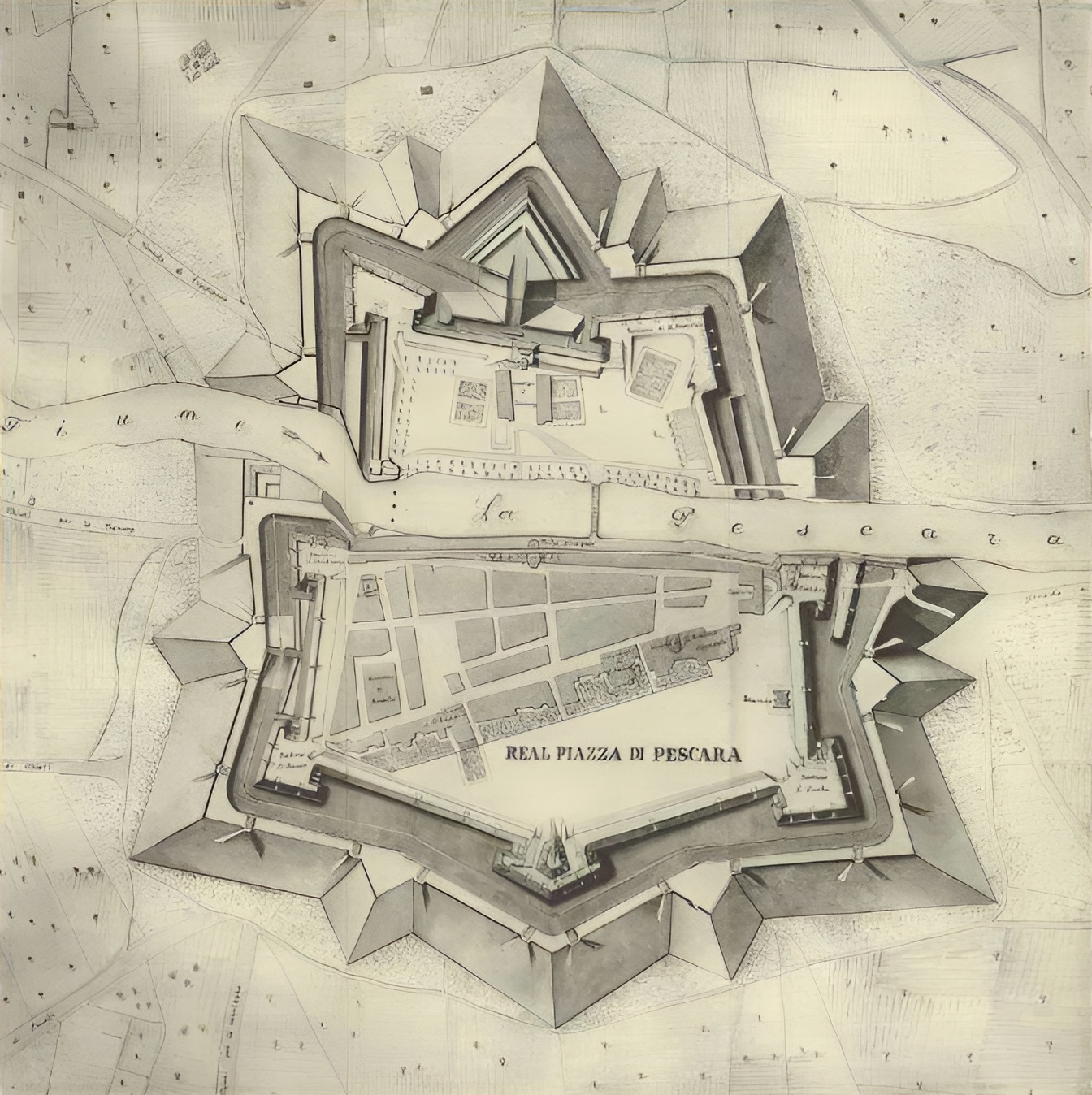
Fortin de Pescara, 1510.

Déjà dans l'antiquité puis au Moyen Âge, des tours avaient été construites pour protéger certains ports et villes. C'est pendant la période angevine qu'un système de tours de défense placées sur les promontoires commence à être mis en place, mais il n'est pas achevé en raison des guerres et des nombreux changements politiques de cette période. Les côtes restent vulnérables, comme le montre le sac d'Otrante en 1480.
Au début du XVIe siècle, le royaume de Naples passa sous domination espagnole. Pendant le règne du vice-roi Pierre Alvarez de Tolède, la nécessité de mettre en place des tours de protection se fait plus pressante, en raison de l'alliance franco-ottomane entre François Ier et Soliman le Magnifique.
Les premières ordonnances (1532) de Pierre Alvarez de Tolède concernent les entités administratives appelées universitates auxquelles il est demandé de faire construire à leurs frais des tours de défense. Mais la reprise des guerres d'Italie ralentit le projet. Les communes, qui doivent contribuer aux dépenses de guerre, n'ont pas les fonds nécessaires pour la construction des tours.
En 1563, le vice-roi Pedro Afán de Ribera décide que la gestion et la construction des tours seraient désormais centralisées sous la responsabilité des gouverneurs régionaux. Les propriétaires de tours privées seraient expropriés contre indemnisation, les ingénieurs royaux seraient responsables de choisir l'emplacement des tours pour établir une défense continue sur tout le périmètre du royaume, et les frais seraient couverts par les communes en proportion avec le nombre d'habitants.
Les gouverneurs suivent les instructions, mais peu de tours sont immédiatement construites en raison de désaccords sur le financement. Beaucoup de communes soutiennent en effet que l'État doit participer aux dépenses. D'autres objections concernaient la falsification, à la hausse ou à la baisse, des recensements de population. En 1567, le gouvernement décide ainsi d'imposer une taxe de 22 grana à tous les feux du royaume situés à moins de douze milles des côtes. Le financement étant en place, de nombreuses tours sont construites à cette période.
Malgré la décision de la Chambre royale en 1570 d'imposer une nouvelle taxe de 22 grana pour couvrir les frais d'équipement, les salaires des gardes et la restauration des tours en ruine, les problèmes de financement ne disparaissent pas.
Un rapport de 1590 indique l'existence de 339 tours dans le royaume à cette date-là. Elles ne constituent cependant pas un système défensif continu. En effet, certaines tours n'ont pas été construites et d'autres présentent déjà des problèmes : défauts de construction dus à la mauvaise qualité des matériaux utilisés ou au choix d'emplacements trop proches de cours d'eau qui en sapaient les fondations ; incurie des gardiens et des soldats mal payés ; et attaques ennemies.
Une nouvelle taxe est imposée en 1594 et on peut considérer que le système défensif est en place au milieu du XVIIIe siècle.

## Répartition

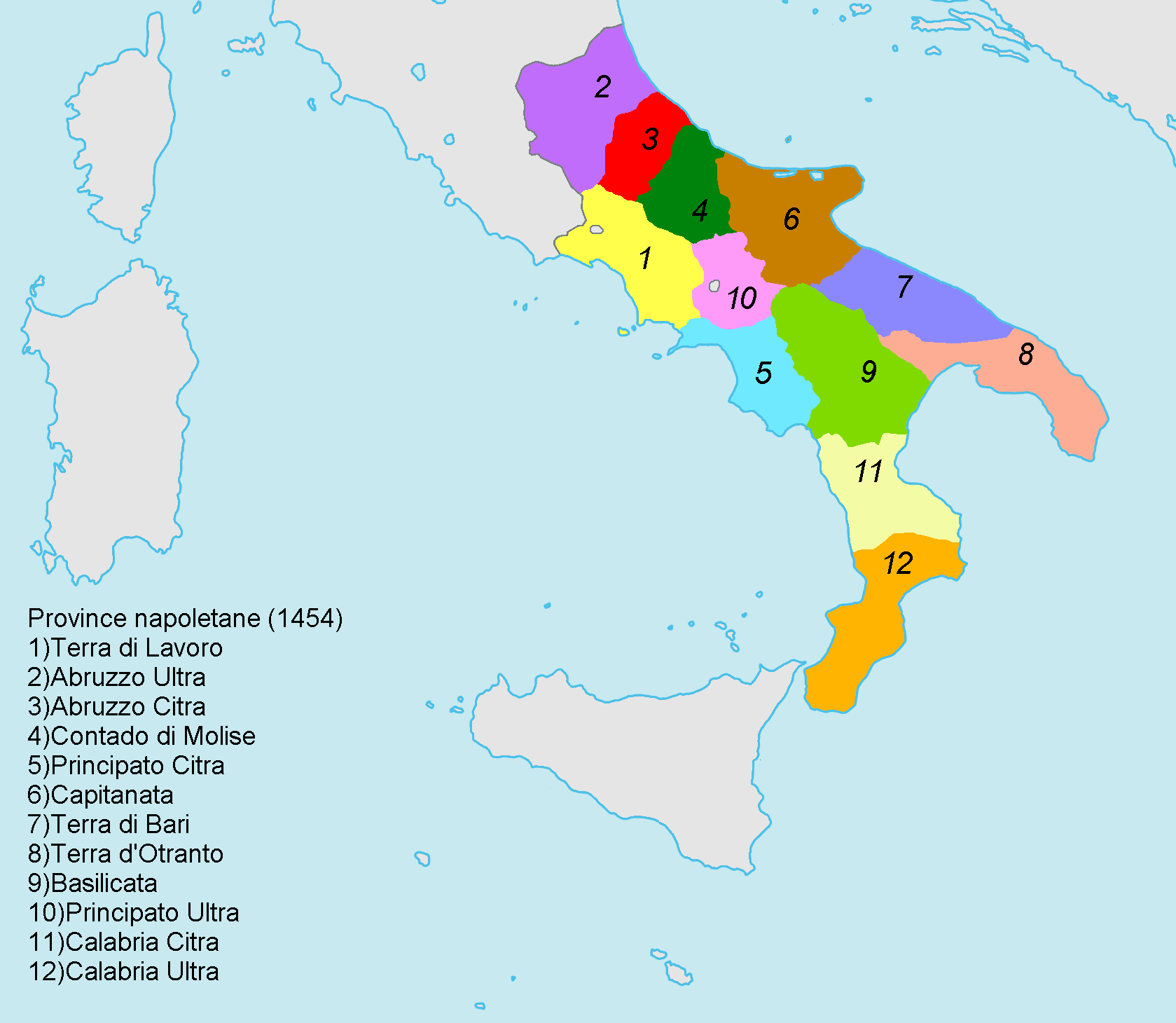
Provinces du royaume de Naples.

Un inventaire de 1748 recense un total de 379 tours, réparties ainsi dans les régions du royaume :
- Abruzzo Utra et Abruzzo Citra : 13
- Capitanata : 25
- Terra di Bari : 16
- Terra d'Otranto : 80
- Basilicata : 13
- Calabria Citra : 36
- Calabria Ultra : 60
- Principato Citra : 93
- Terra di Lavoro : 43

## Images

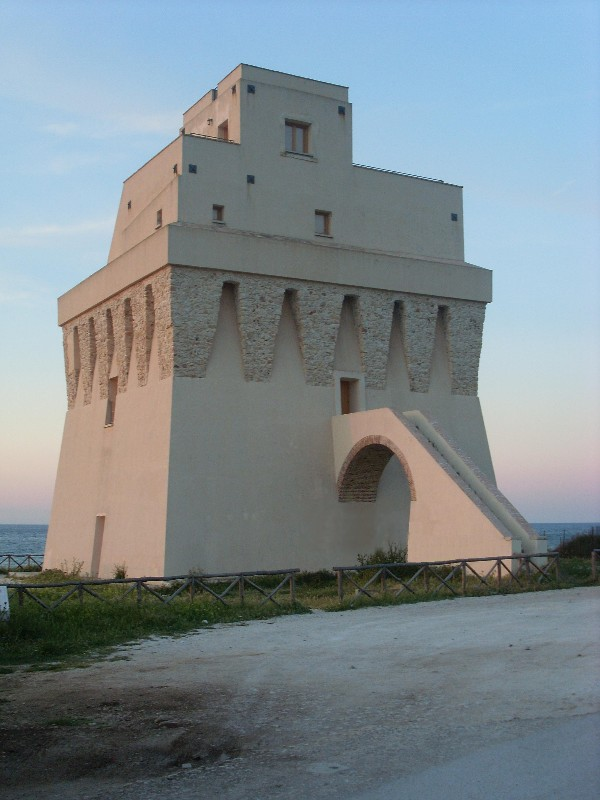
Torre Miletto, Pouilles, XIIIe siècle.
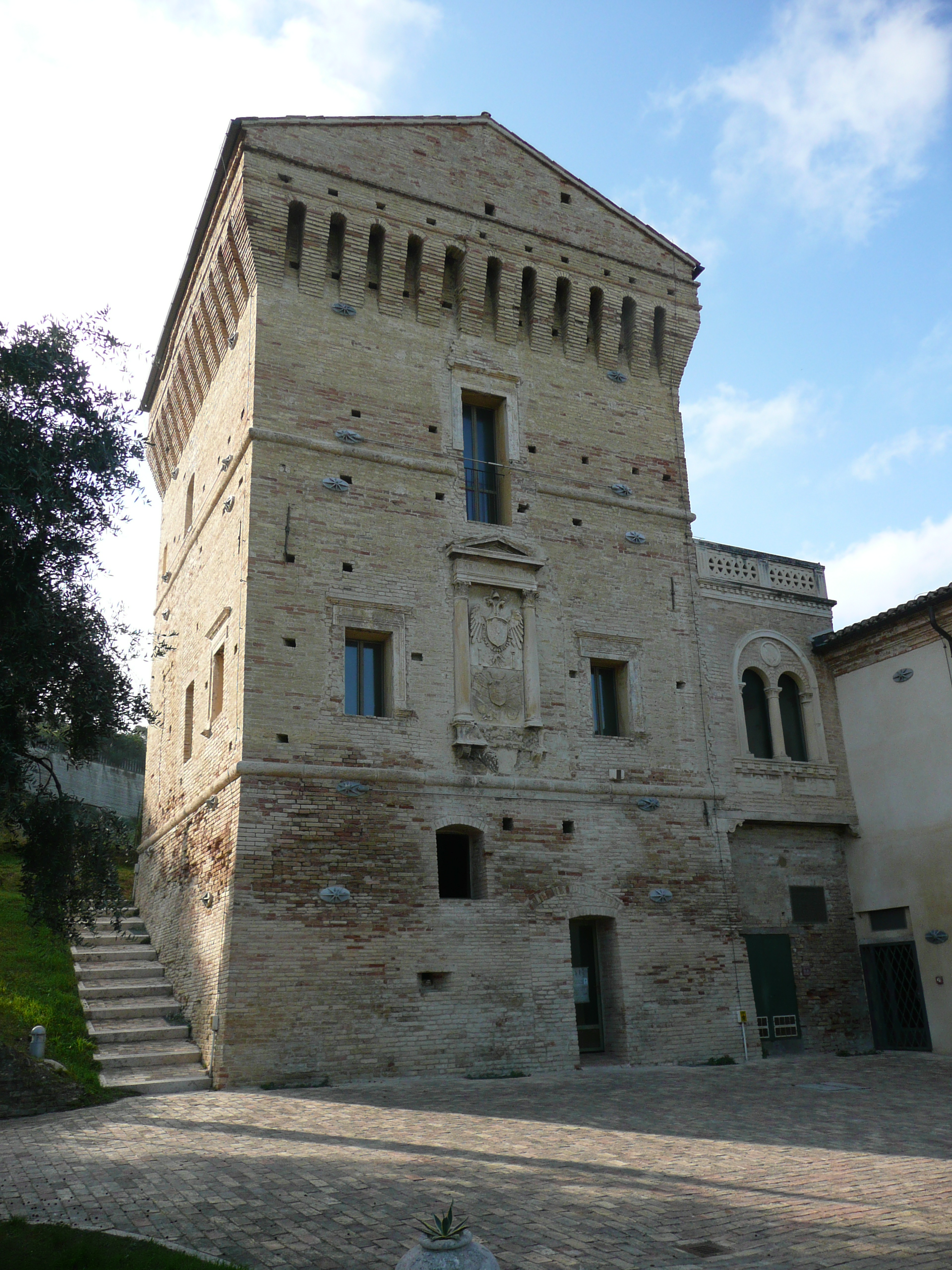
Torre di Martinsicuro, Abruzzes, 1547.
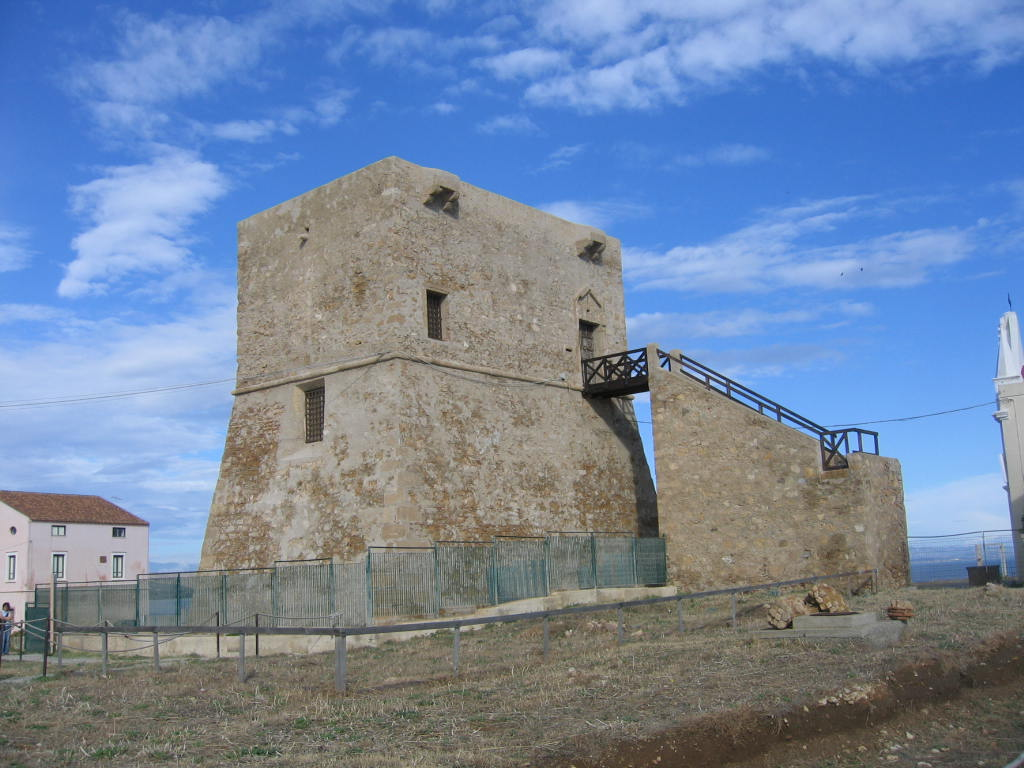
Torre di Nao, Calabre, XVIe siècle.
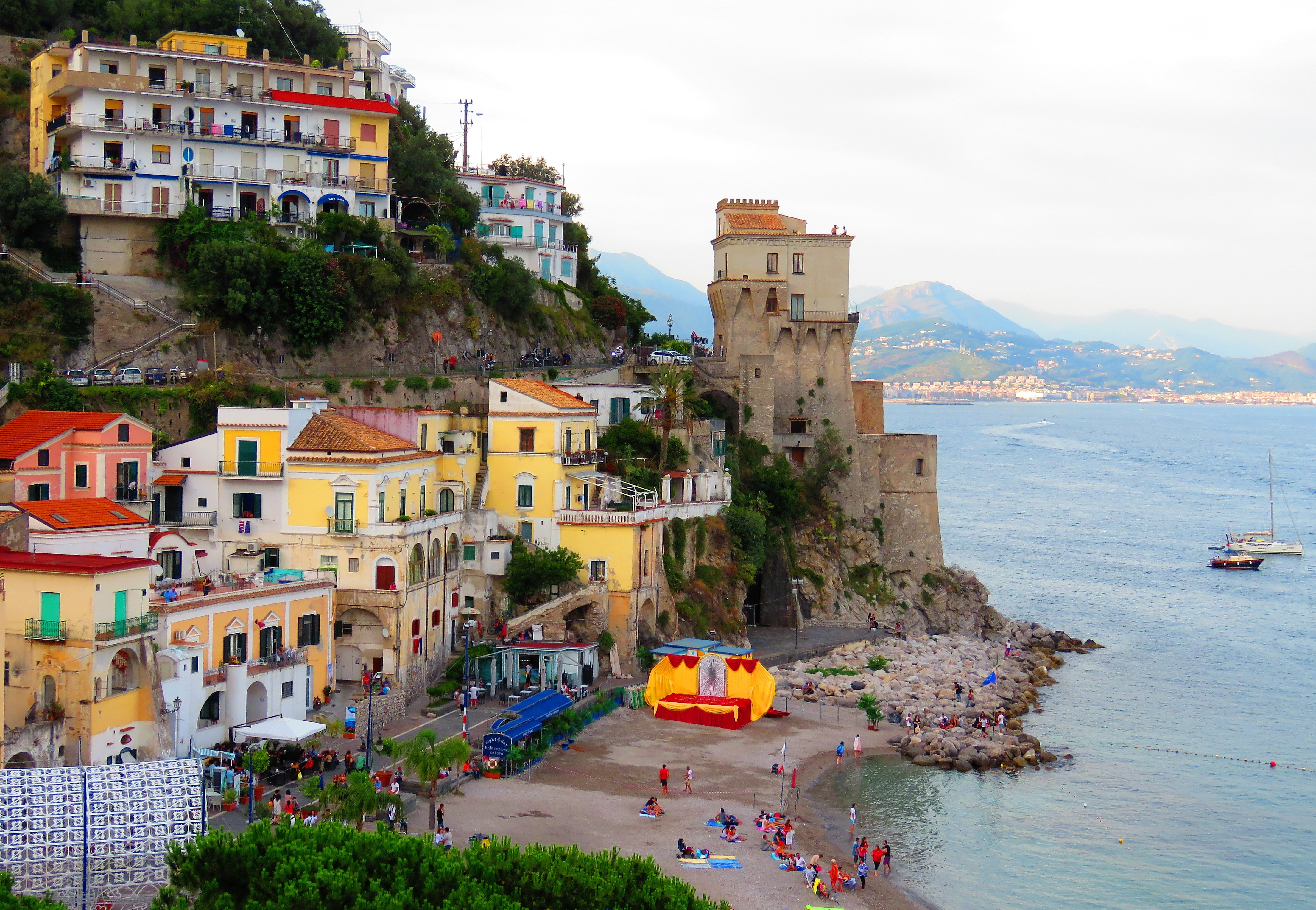
Torre di Cetara, Campanie, XVIe siècle.